# Đá Ba Chồng

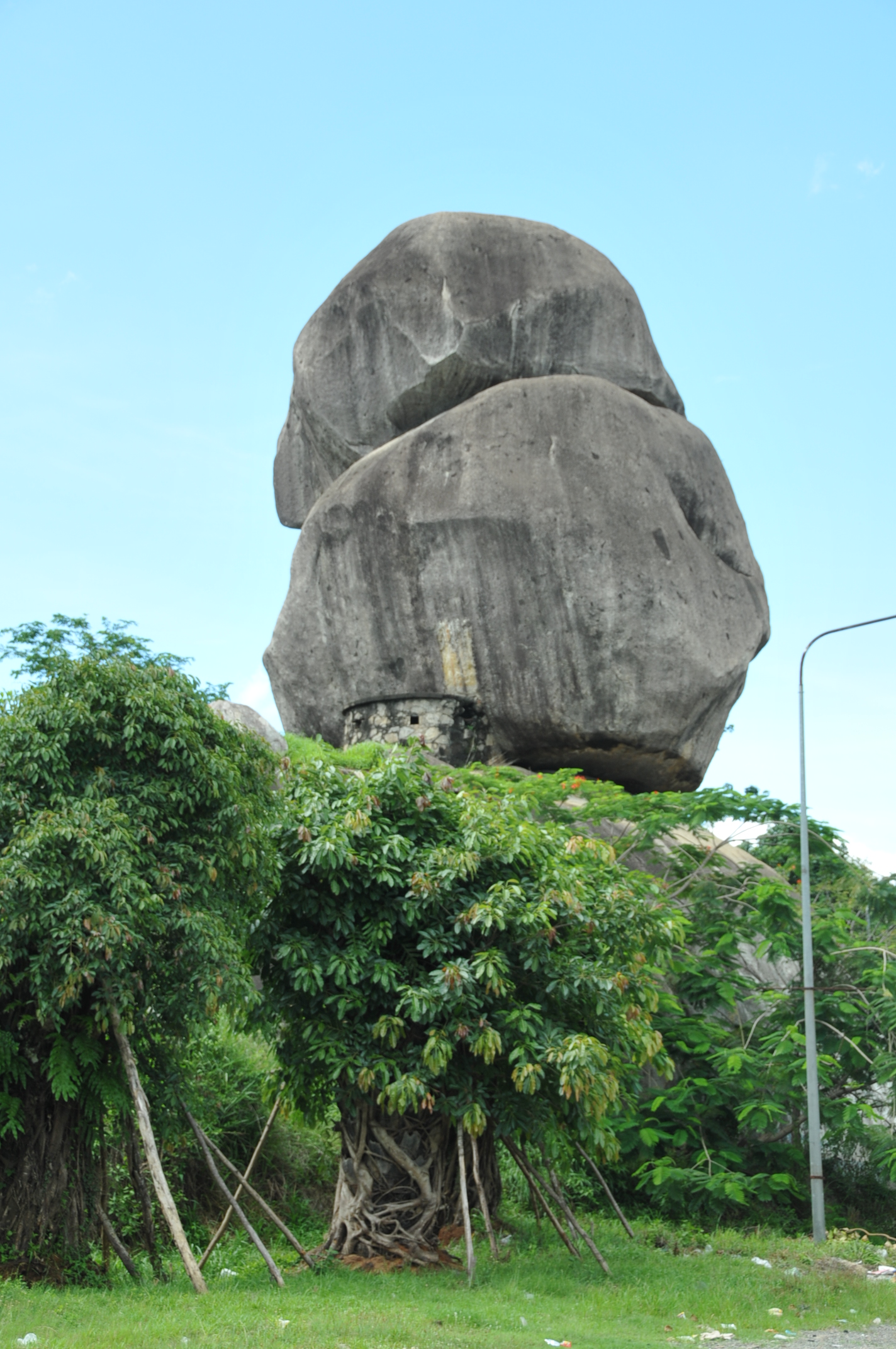

Đá Ba Chồng là một quần thể di tích thắng cảnh tại thị trấn Định Quán, huyện Định Quán, tỉnh Đồng Nai.
Nổi bật nhất trong quần thể là ba hòn đá chồng lên nhau với chiều cao 36m, nằm chênh vênh ngay bên cạnh quốc lộ 20, cảnh tượng hùng vĩ của danh thắng này cuốn hút biết bao du khách đi ngang qua. Ai đã từng một lần nhìn thấy hòn đá này đều có chung cảm giác đó là "không an toàn". Tuy nhiên, theo tài liệu địa chất thì quần thể thuộc di chỉ văn hóa Óc Eo Phù Nam ở thềm cao nguyên Đông Nam Bộ, đây là chứng nhân của hàng loạt sự kiện vận động của trái đất, tại đây, các nhà khảo cổ học đã tìm thấy nhiều công cụ sản xuất, sinh hoạt của người xưa bằng đá, đồng, đất nung…đó là những minh chứng của một trong những nền văn hóa đầu tiên của nhân loại. Trải qua hàng triệu năm dãi dầu mưa nắng với ba lần ngâm mình dưới biển khi nước biển tràn vào, chứng kiến hàng trăm ngọn núi lửa hoạt động dữ dội, Đá Ba Chồng vẫn chênh vênh, sừng sững đứng đó tạo ra một cảnh quan hùng vĩ. Hòn đá đã có lẽ là hòn đá đặc biệt nhất.

## Di tích thắng cảnh quốc gia
Với vẻ đẹp tiềm ẩn và giá trị lịch sử, quần thể Đá Ba Chồng được Bộ Văn hóa xếp hạng di tích thắng cảnh cấp quốc gia theo Quyết định 1288/VH-QĐ ngày 16-11-1988. Cảnh tượng hùng vĩ của danh lam thắng cảnh này đang ngày càng cuốn hút biết bao du khách đi ngang qua.